# Battaglia (Campli)
Battaglia è una frazione del comune di Campli, in provincia di Teramo, e si trova sul versante sud della Montagna di Campli, a 692 m s.l.m..

## Storia
Secondo Niccola Palma il nome deriverebbe da una sanguinosa battaglia medievale.

## Monumenti e luoghi d'interesse

### Chiesa di San Giacomo
La chiesa di San Giacomo, con la sua copertura a capanna, domina dall'alto l'abitato. 
Distrutta durante la Seconda guerra mondiale è stata ricostruita del 1957. 
Una piccola scalinata conduce al semplice portale ad arco a tutto sesto. 
Sulla sinistra è posto il campanile a guglia, in laterizio, dotato di orologio e due campane.